# Pogrom de Kiev de 1905
Le pogrom de Kiev, du 18 au 20 octobre (du 31 octobre au 2 novembre 1905), survient à la suite de l'effondrement de la réunion de l'hôtel de ville du 18 octobre 1905 à Kiev, dans l'Empire russe. En conséquence, une foule se déchaîne dans les rues. Parmi les auteurs se trouvent des monarchistes, des réactionnaires, des antisémites et des criminels de droit commun, proclamant que « tous les maux de la Russie provenaient des machinations des Juifs et des socialistes. » Le pogrom se solde par un massacre d'environ 100 Juifs.

## Histoire
D'après William C. Fuller,

« S'ensuit le terrible pogrom de Kiev du 18 au 20 octobre (du 31 octobre au 2 novembre), une orgie de pillages, de viols et de meurtres dirigée principalement contre les usines, les magasins, les maisons et les personnes des Juifs. Cette émeute coûte la vie à entre quarante-sept et cent personnes et entraîne des blessures graves pour au moins trois cents autres, ainsi que la destruction de biens d'une valeur comprise entre 10 et 40 millions de roubles. Ce pogrom, ainsi que d'autres qui balayent l'Empire russe méridional à peu près au même moment, sont si destructeurs que, selon les mots de Simon Dubnow, pris ensemble, ils équivalent à la « nuit de la Saint-Barthélemy de la Russie ». »

Les événements menant au pogrom de Kiev incluent une vague de pogroms antijuifs à l'échelle nationale dans plusieurs villes du sud de l'Empire russe. Selon la Jewish Encyclopedia, « des émeutes antijuives (Pogromy) éclatent à Elizabethgrad (27, 28 avril), Kiev (8-11 mai), Chpola (9 mai), Ananiv (9 mai), Vassylkiv (10 mai), Konotop (10 mai), et au cours des six mois suivants, dans cent soixante autres lieux du sud de la Russie. La préméditation des émeutes semble évidente : une semaine avant que le pogrom de Kiev n'éclate, Von Hubbenet, chef de la police de Kiev, a averti certains de ses amis juifs des émeutes à venir. »

Selon « un Russe de Kiev », publié dans le journal du prince Vladimir Mechtcherski, Grazhdanin (Le Citoyen), et cité par Vladimir Lénine,

« L'atmosphère dans laquelle nous vivons est suffocante ; partout où vous allez, il y a des chuchotements, des complots ; partout il y a la soif de sang, partout l'odeur du délateur, partout la haine, partout des murmures, partout des gémissements... »

L'historien Shlomo Lambroza, ne faisant pas confiance aux sources de la police, a utilisé des données provenant de matériaux de l'opposition et a compté 3 103 Juifs assassinés dans l'ensemble du pays de Russie lors de la vague de pogroms de 1905-1906.